# Георги Матлиев
Георги Исаев Матлиев е български общественик, деец на Македонската емиграция в България.

## Биография
Георги Матлиев е роден в Охрид, тогава в Османската империя. Негов брат е революционерът Димитър Матлиев.
Участва в обединителния конгрес на Македонската федеративна организация и Съюза на македонските емигрантски организации от януари 1923 година.
През 1938 година влиза в ръководството на ефорията на Охридското благотворително братство като председател.